# Fitomero
Il fitomero in botanica è il nome assegnato all'unità funzionale di una pianta. È un elemento composto che ripetuto ne determina la crescita.
I fitomeri sono continuamente prodotti durante tutta la vita vegetativa di una pianta e sono tipicamente costituiti da un nodo dal quale si sviluppa una foglia, da un internodo, cioè una parte di fusto posta tra due nodi, e da una gemma ascellare posta alla base della foglia.

## Riferimenti
- Howell, S.H. (1998). Molecular Genetics of Plant Development. Cambridge University Press 104. ISBN 0521587840